# 亨利慕时
亨利慕时（英語：H. Moser & Cie）是瑞士奢华钟表品牌、瑞士慕时沙夫豪森公司（Moser Schaffhausen AG）的注册商标。亨利慕时公司是由瑞士独立制表师亨利·慕时（英語：Heinrich Moser）于1828年在俄国圣彼得堡创立，早期的著名客户包括俄国王子以及皇室成员，而弗拉基米尔·列宁也拥有一枚亨利慕时怀表。1874年慕时先生去世后，公司被出售，而公司位于俄国的产业也于1918年俄国十月革命后被政府征收。
1953年，亨利慕时公司在瑞士力洛克继续运营，并将重心从生产怀表转移至腕表。石英危机期间，亨利慕时公司被瑞士迪西机械集团（Dixi Mechanique Group）收购、原有的亨利慕时品牌也因此消失。2002年，尤尔根·朗格博士（英語：Dr. Jürgen Lange）和亨利·慕时的曾孙罗杰·尼古拉斯·巴尔斯格共同创立了“慕时沙夫豪森公司”，并于2005年正式重塑了亨利慕时品牌。2012年，慕时沙夫豪森公司成为瑞士梅兰家族旗下MELB 控股集团的子公司。

## 历史

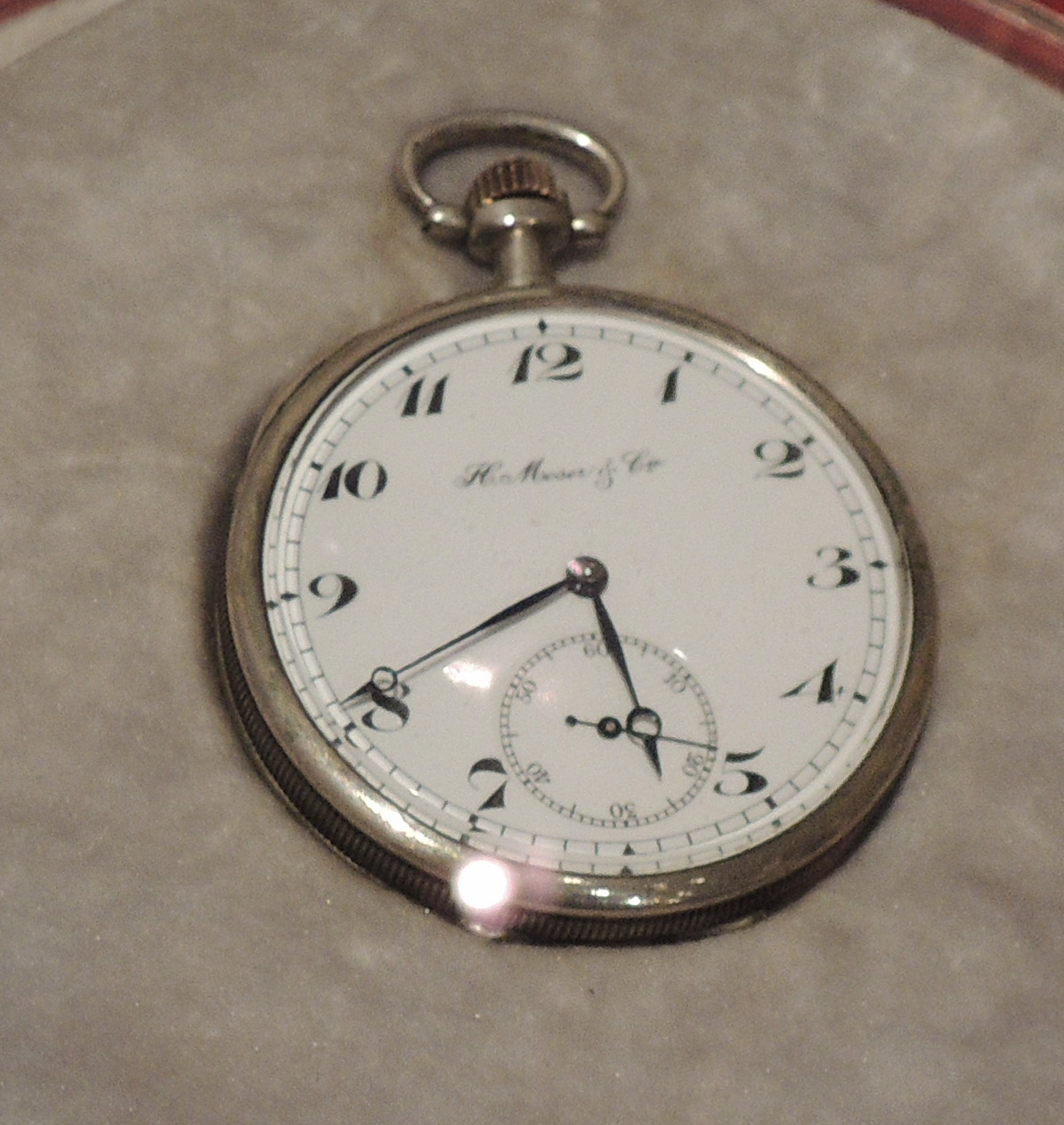
弗拉基米尔·列宁的亨利慕时怀表

### 早期历史
亨利·慕时于1805年12月12日出生于瑞士沙夫豪森。 他从父亲那里习得了基本的制表工艺技术，并于1824年前往瑞士力洛克继续进修。1828年，他在俄国圣彼得堡建立了亨利·慕时公司。
1848年，亨利·慕时返回家乡瑞士沙夫豪森，并在那建立了制表工厂以支持他的生意。早期的著名客户包括俄国王子以及皇室成员，而弗拉基米尔·列宁也拥有一枚亨利慕时怀表。亨利·慕时于1874年10月23日去世，但由于其后人均不想继承制表事业，亨利慕时公司被迫出售。
1953年，亨利慕时公司在瑞士力洛克继续运营，并在此生产除了第一枚腕表。 石英危机期间，亨利慕时公司被瑞士迪西机械集团（Dixi Mechanique Group）收购、原有的亨利慕时品牌也因此消失，变为“Hy Moser & Cie”。

### 近期发展
2002年，尤尔根·朗格博士和亨利·慕时的曾孙罗杰·尼古拉斯·巴尔斯格（Roger Nicholas Balsiger）共同创立了“慕时沙夫豪森公司”，并于2005年正式重塑了亨利慕时品牌。
2012年，慕时沙夫豪森公司成为瑞士梅兰家族旗下MELB 控股集团的子公司。2018年，亨利慕时每年生产约1500枚手表，拥有约55名雇员。

## 钟表制造

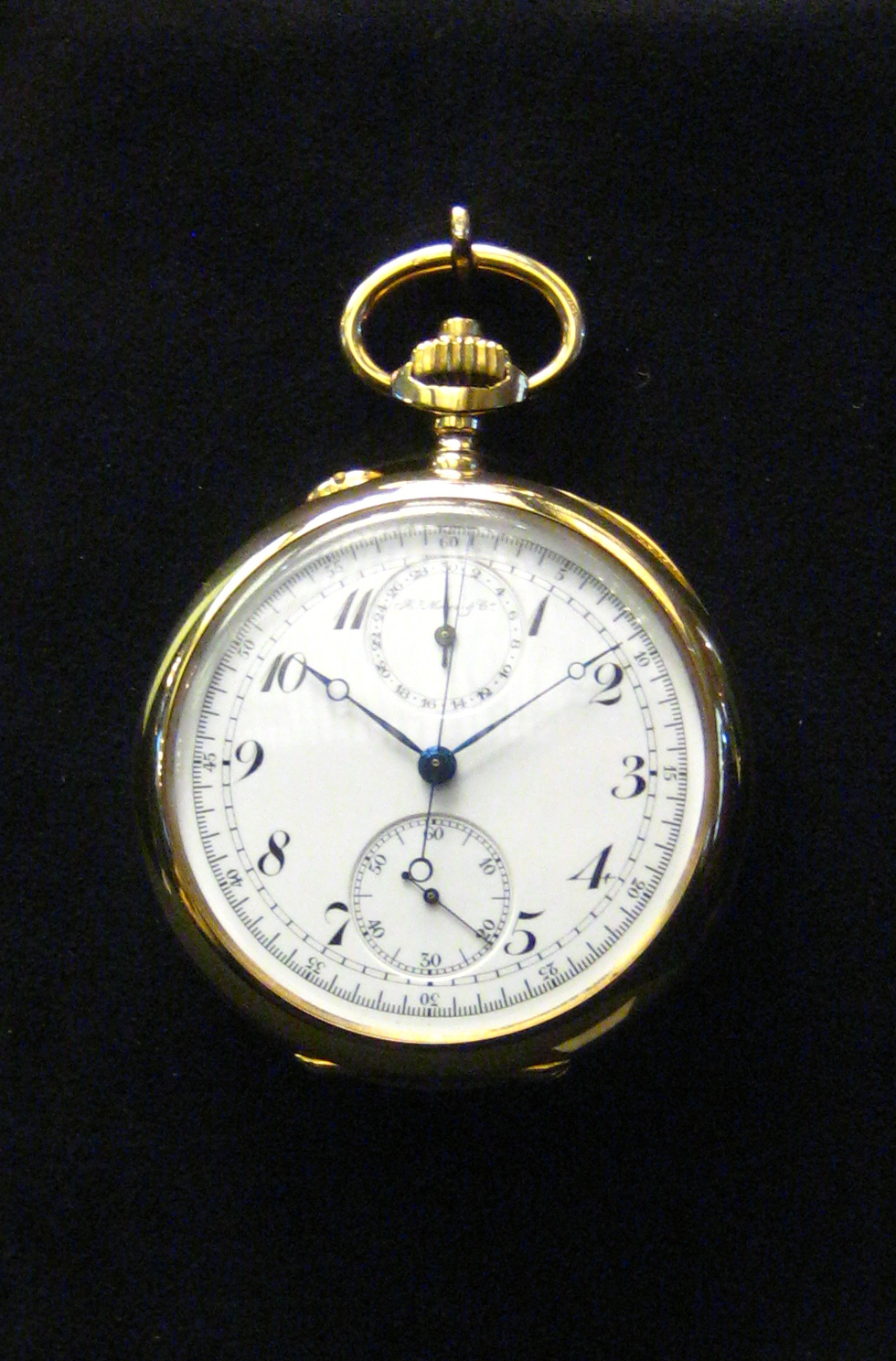
一枚亨利慕时怀表（1917年）

亨利慕时独立自主完成全部制表流程。 亨利慕时于2005年发布了复兴后最早的三个表款。
2006年，亨利慕时的万年历手表获得“日内瓦钟表大奖”。
2007年，亨利慕时在巴塞尔钟表展（Baselworld）上推出了“士卓曼游丝”。该游丝系慕时沙夫豪森公司及其附属公司Precision Engineering AG共同研发，制造材料包含Nivarox合金的升级配方，而该合金最早由莱因哈德·士卓曼博士（Dr. Reinhard Straumann）于1931年发明。

## SIHH 特别款
自2016年起，亨利慕时每年都在瑞士日内瓦钟表展上推出特别款的手表.
- 2016年，推出“瑞士阿尔卑斯手表（Swiss Alps Watch Zzzz）”[18][19]
- 2017年，推出“瑞士奶酪手表（Swiss Mad Watch）”，表壳采用真的瑞士奶酪制造[20][21]
- 2018年，推出“瑞士偶像手表（Swiss Icons Watch）”，混杂了各个瑞士知名表行的制表特色[22][23]
- 2019年，推出“慕时自然手表 （Moser Nature Watch）”，手表上覆盖有活的瑞士草本植物[24][25][26]